# William Wallén
William Wallén (né le 16 août 1991 à Stockholm en Suède) est un joueur professionnel suédois de hockey sur glace. Il évolue au poste d'ailier. Son père Peter Wallén a également joué en professionnel avant devenir agent de joueurs.

## Biographie

### Carrière en club
Formé au IFK Täby, il rejoint les équipes de jeunes du Stocksunds IF puis en 2006 celles du Djurgården Hockey. Il est choisi au premier tour, en seizième position lors du repêchage européen 2008 de la Ligue canadienne de hockey par les St. Michael's Majors de Mississauga. Il part alors en Amérique du Nord et débute dans la Ligue de hockey de l'Ontario. Le 3 octobre 2008, à la suite du premier match de l'équipe devant son public de Mississauga, il éprouve de sévères maux de tête. Emmené à l'hôpital, les médecins diagnostiquent un anévrisme. Wallén est opéré à deux reprises. Après une récupération complète, il fait son retour au jeu en janvier 2009 et inscrit un but et une aide lors de son premier match. Il termine la saison régulière avec onze buts et autant d'assistances en trente matchs. Il ajoute deux buts et le même nombre d'assistances en onze matchs de séries éliminatoires.
En 2010, Wallén retourne en Suède et signe un contrat de deux ans avec le Frölunda HC dans l'Elitserien. Il dispute douze matchs avec l'équipe première. Il inscrit un but en fusillade lors du quatrième match de la saison régulière, offrant aux Indians leur première victoire de la saison à domicile. Il est ensuite prêté à des clubs d'Allsvenskan, le deuxième niveau suédois.
Il est mis à l'essai par le Jokerit de la SM-Liiga lors de la pré-saison 2001-2012. Il joue trois matchs du Trophée européen 2012 marquant un but face à Frölunda. Il n'est pas conservé par le club finlandais et retourne au Almtuna IS.
Il participe à la promotion du HC Vita Hästen de l'Division 1 en Allsvenskan lors de la saison 2013-2014.

### Carrière internationale
Il représente la Suède en sélections jeunes.

## Statistiques

### En club
| Saison    | Équipe                              | Ligue        |    | Saison régulière | Saison régulière | Saison régulière | Saison régulière | Saison régulière |   | Séries éliminatoires | Séries éliminatoires | Séries éliminatoires | Séries éliminatoires | Séries éliminatoires |
| Saison    | Équipe                              | Ligue        | PJ | B                | A                | Pts              | Pun              | PJ               | B | A                    | Pts                  | Pun                  |                      |                      |
| 2006-2007 | Djurgården J20                      | SuperElit    | 35 | 18               | 20               | 38               | 14               | 3                | 1 | 1                    | 2                    | 0                    |                      |                      |
| 2008-2009 | St. Michael's Majors de Mississauga | LHO          | 30 | 11               | 11               | 22               | 10               | 11               | 2 | 2                    | 4                    | 8                    |                      |                      |
| 2009-2010 | St. Michael's Majors de Mississauga | LHO          | 67 | 14               | 27               | 41               | 21               | 10               | 2 | 2                    | 4                    | 6                    |                      |                      |
| 2010      | Frölunda HC                         | TE           | 8  | 1                | 2                | 3                | 2                | -                | - | -                    | -                    | -                    |                      |                      |
| 2010-2011 | Frölunda HC                         | Elitserien   | 12 | 1                | 0                | 1                | 0                | -                | - | -                    | -                    | -                    |                      |                      |
| 2010-2011 | Borås HC                            | Allsvenskan  | 26 | 6                | 3                | 9                | 6                | -                | - | -                    | -                    | -                    |                      |                      |
| 2010-2011 | Almtuna IS                          | Allsvenskan  | 12 | 10               | 1                | 11               | 0                | 6                | 1 | 1                    | 2                    | 2                    |                      |                      |
| 2011      | Jokerit                             | TE           | 3  | 1                | 0                | 1                | 0                | -                | - | -                    | -                    | -                    |                      |                      |
| 2011-2012 | Almtuna IS                          | Allsvenskan  | 31 | 3                | 3                | 6                | 20               | -                | - | -                    | -                    | -                    |                      |                      |
| 2011-2012 | Kallinge-Ronneby                    | Division 1   | 13 | 2                | 3                | 5                | 2                | 14               | 2 | 2                    | 4                    | 29                   |                      |                      |
| 2012-2013 | Kallinge-Ronneby                    | Division 1   | 25 | 8                | 4                | 12               | 12               | 5                | 0 | 0                    | 0                    | 0                    |                      |                      |
| 2013-2014 | HC Vita Hästen                      | Division 1   | 38 | 19               | 20               | 39               | 24               | 12               | 2 | 1                    | 3                    | 14                   |                      |                      |
| 2014-2015 | HC Vita Hästen                      | Allsvenskan  | 13 | 1                | 0                | 1                | 0                | -                | - | -                    | -                    | -                    |                      |                      |
| 2014-2015 | Kristianstads IK                    | Hockeyettan  | 10 | 1                | 2                | 3                | 6                | -                | - | -                    | -                    | -                    |                      |                      |
| 2014-2015 | Lindlövens IF                       | Hockeyettan  | 6  | 4                | 4                | 8                | 2                | -                | - | -                    | -                    | -                    |                      |                      |
| 2015-2016 | Dijon                               | Ligue Magnus | 21 | 5                | 12               | 17               | 12               | 10               | 3 | 8                    | 11                   | 4                    |                      |                      |
| 2016-2017 | Huddinge IK                         | Hockeyettan  | 15 | 6                | 8                | 14               | 2                | -                | - | -                    | -                    | -                    |                      |                      |

### En équipe nationale
| Année | Compétition                          |   | PJ | B | A | Pts | Pun | +/-             |  | Résultat |
| 2009  | Championnat du monde moins de 18 ans | 4 | 2  | 6 | 8 | 0   | +1  | Cinquième place |  |          |